# والیبال قهرمانی زیر ۱۶ سال آسیا
مسابقات والیبال قهرمانی زیر ۱۶ سال مردان آسیا ، یک رقابت بین‌المللی والیبال در آسیا و اقیانوسیه است که توسط تیم‌های ملی زیر ۱۶ سال مردان عضو کنفدراسیون والیبال آسیا (AVC)، نهاد حاکم بر قاره، برگزار می‌شود. این مسابقات از سال ۲۰۲۳ هر دو سال یکبار برگزار می‌شود. چهار تیم برتر به مسابقات قهرمانی والیبال پسران زیر ۱۷ سال جهان راه می‌یابند. 

## نتایج
| ۲۰۲۳ جزئیات | تاشکند      | · ایران | ۳–۱ | · ازبکستان | · تایوان | ۳–۱ | · پاکستان | ۱۲ |
| ۲۰۲۵ جزئیات | ناخون پاتوم |         |     |            |          |     |           | ۱۶ |

## تیم‌هایی که به جمع چهار تیم برتر راه یافتند
| تیم      | برندگان | نایب قهرمان‌ها | مقام سوم | مقام چهارم |
| -------- | ------- | ------------- | -------- | ---------- |
| ایران    | ۱       |               |          |            |
| ازبکستان |         | ۱             |          |            |
| تایوان   |         |               | ۱        |            |
| پاکستان  |         |               |          | ۱          |